# Kali Çayı
Pour les articles homonymes, voir Kali.
 (janvier 2016).
Si vous disposez d'ouvrages ou d'articles de référence ou si vous connaissez des sites web de qualité traitant du thème abordé ici, merci de compléter l'article en donnant les références utiles à sa vérifiabilité et en les liant à la section « Notes et références ».
La rivière de Kali (Kali Çayı) est une rivière turque coupée par le barrage de Selevir dans la province d'Afyonkarahisar. C'est un affluent de la rivière d'Akar (Akar Çayı) qui se jette dans le lac endoréique d'Eber près du village éponyme dans le district de Bolvadin